# 152 mm M1910/30
Il 152 mm M1910/30  (in russo: 152-мм пушка образца 1910/30 годов) era un cannone pesante sovietico. Fu brevemente usata dall'Armata Rossa durante la seconda guerra mondiale.

## Storia

### Sviluppo e produzione
Il pezzo era il risultato della modernizzazione dell'obice da 152 mm M1910, originariamente sviluppato dalla francese Schneider prima della Grande Guerra ed usato dall'Esercito imperiale russo. Gli impianti Putilov di Leningrado e Motovilicha di Perm' consegnarono 348 M1910 tra il 1911 ed il 1927. Il progetto venne approntato dall'ufficio di progettazione del Direttorato principale di artiglieria, con l'obiettivo di aumentare la gittata. Le migliorie includevano:
- allungamento della camera di scoppio,
- installazione di freno di bocca,
- riduzione della corsa di rinculo da 1.000 a 950 mm,
- allungamento della coda d'affusto a 2 m,
- avanzamento degli orecchioni 50 mm.

Nel 1930 il pezzo modernizzato venne adottato nel 1930 come cannone da 152 mm M1910/30.
La produzione iniziò nel 1930 presso lo stabilimento Kirov. In seguito venne estesa anche agli impianti Barrikadij e Bol’ševik. Oltre ai pezzi di nuova produzione, tutti gli esemplari di M1910 furono convertiti al nuovo standard. La conversione terminò il 1 novembre 1936. Poiché l'upgrade del pezzo non risolveva i problemi di mobilità del pezzo, nel 1934 venne progettata un'ulteriore modernizzazione, che risultò nel 152 mm M1910/34. Nel 1935 la produzione ex novo di M1910/30 venne così interrotta.

### Organizzazione ed impiego operativo
Secondo l'organizzazione dell'Armata Rossa, i cannoni da 152 mm erano assegnati ai reparti di artiglieria di corpo d'armata e della Riserva del Comando Generale (con reggimenti di 24 pezzi ciascuno).
Allo scoppio della Grande Guerra Patriottica, l'Armata Rossa schierava 120-150 cannoni M1910/30, che furono usati in combattimento nonostante l'assenza di report dal fronte, probabilmente a causa del ridotto numero di esemplari.
Un pezzo fu catturato dall'Esercito finlandese ed è attualmente esposto al Museo finlandese di artiglieria di Hämeenlinna.

## Tecnica
Il M1910/30 era un potente cannone a lunga gittata, con una grande elevazione (40°). La bocca da fuoco aveva un otturatore a vite interrotta, con sistema di rinculo costituito da freno di sparo idraulico e recuperatore idropneumatico. L'affusto era a coda unica, con ruote metalliche munite di pneumatici. Lo scudo d'affusto era spesso 7 mm. Per il trasporto, la canna veniva rimossa e trasportata separatamente. Ciò richiedeva 10-15 minuti per la messa in batteria e 23 minuti metterlo in configurazione di traino.
Il M1910/30 era il risultato di una limitata modernizzazione di una bocca da fuoco risalente alla Grande Guerra, che non risolveva i problemi di ridotto brandeggio e di limitata mobilità, dovuta all'assenza di sospensioni ed al trasporto separato della canna. D'altra parte, l'Armata Rossa apprezzava particolarmente le caratteristiche balistiche del cannone ed i seguenti programmi di modernizzazione si concentrarono sull'affusto, dando origine al 152 mm M1910/34 ed il ML-20.

## Munizionamento
| Munizionamento disponibile                     |                 |             |                        |                           |             |
| Tipo                                           | Modello         | Peso, kg    | Peso carica, kg        | Velocità alla volata, m/s | Gittata, km |
| Proietti perforanti                            |                 |             |                        |                           |             |
| APHE                                           | BR-540          | 48,8        | 0,66                   | 600                       | 4,0         |
| APBC (da fine 1944)                            | BR-540B         | 46,5        | 0,48                   | 600                       | 4,0         |
| Semi perforante navale                         | M1915/28        | 51,07       | 3,2                    | 573                       | 5,0         |
| HEAT                                           | BP-540          | 27,44       |                        | 680                       | 3,0         |
| Proietti antibunker                            |                 |             |                        |                           |             |
| Granata antibunker da obice                    | G-530 / G-530Sh | 40,0        | 5,1                    | 665                       | 15,6        |
| Granata antibunker da cannone                  | G-545           | 56,0        | 4,2                    |                           |             |
| Proietti ad alto esplosivo ed a frammentazione |                 |             |                        |                           |             |
| Granate da cannone                             |                 |             |                        |                           |             |
| HE-Frammentazione, acciaio                     | OF-540          | 43,6        | 5,9-6,25               | 650                       | 16,8        |
| HE-Frammentazione, acciaio                     | OF-540Zh        | 43,6        | 5,9-6,25               |                           |             |
| HE, obsoleta                                   | F-542           | 38,1        | 5,86                   | 660                       | 13,8        |
| HE, obsoleta                                   | F-542G          | 38,52       | 5,83                   |                           |             |
| HE, obsoleta                                   | F-542ShG        | 41,0        | 5,93                   |                           |             |
| HE, obsoleta                                   | F-542Sh         | 40,6        | 6,06                   | 650                       | 12,8        |
| HE, obsoleta                                   | F-542ShU        | 40,86       | 5,96                   |                           |             |
| HE, obsoleta                                   | F-542U          | 38,36       | 5,77                   |                           |             |
| Howitzer shells                                |                 |             |                        |                           |             |
| HE-Frammentazione, acciaio                     | OF-530          | 40,0        | 5,47-6,86              |                           |             |
| HE-Frammentazione, ferro acciaioso             | OF-530A         | 40,0        | 5,66                   |                           |             |
| HE, obsoleta                                   | F-533           | 40,41       | 8,0                    |                           |             |
| HE, obsoleta                                   | F-533K          | 40,68       | 7,3                    |                           |             |
| HE, obsoleta                                   | F-533N          | 41,0        | 7,3                    |                           |             |
| HE, obsoleta                                   | F-533U          | 40,8        | 8,8                    |                           |             |
| HE, ferro acciaioso, obsoleta, francese        | F-534F          | 41,1        | 3,9                    |                           |             |
| HE per 152 mm M1931 (NM)                       | F-521           | 41,7        | 7,7                    |                           |             |
| HE, inglese per obice 152 mm Vickers           | F-531           | 44,91       | 5,7                    |                           |             |
| Shrapnel                                       |                 |             |                        |                           |             |
| Shrapnel con miccia da 45 sec                  | Sh-501          | 41,16-41,83 | 0,5 (680—690 pallette) |                           |             |
| Shrapnel con miccia T-6                        | Sh-501T         | 41,16       | 0,5 (680—690 pallette) |                           |             |
| Proietto illuminante                           |                 |             |                        |                           |             |
| Illuminante, 40 sec                            | S 1             | 40,2        |                        |                           |             |
| Proietto a caricamento chimico                 |                 |             |                        |                           |             |
| Frammentazione-chimica, da cannone             | OH-540          |             |                        |                           |             |
| Chimica, da obice                              | HS-530          | 38,8        |                        |                           |             |
| Chimica, da obice                              | HN-530          | 39,1        |                        |                           |             |
| Chimica (dopoguerra)                           | ZHZ             |             |                        |                           |             |

| Capacità di penetrazione       |                          |                          |
| APHE BR-540                    |                          |                          |
| Gittata, m                     | Angolo d'impatto 60°, mm | Angolo d'impatto 90°, mm |
| 500                            | 105                      | 125                      |
| 1000                           | 95                       | 115                      |
| 1500                           | 85                       | 105                      |
| 2000                           | 75                       | 90                       |
| APBC BR-540B                   |                          |                          |
| Gittata, m                     | Angolo d'impatto 60°, mm | Angolo d'impatto 90°, mm |
| 500                            | 105                      | 130                      |
| 1000                           | 100                      | 120                      |
| 1500                           | 95                       | 115                      |
| 2000                           | 85                       | 105                      |
| Navale semiperforante M1915/28 |                          |                          |
| Gittata, m                     | Angolo d'impatto 60°, mm | Angolo d'impatto 90°, mm |
| 100                            | 110                      | 136                      |
| 500                            | 104                      | 128                      |
| 1000                           | 97                       | 119                      |
| 1500                           | 91                       | 111                      |
| 2000                           | 85                       | 105                      |